# Cinochira mitis
Cinochira mitis är en tvåvingeart som först beskrevs av Henry J. Reinhard 1957.  Cinochira mitis ingår i släktet Cinochira och familjen parasitflugor.
Artens utbredningsområde är Texas. Inga underarter finns listade i Catalogue of Life.